# Parapara (Parapara)
Parapara est une ville de l'État de Guárico (Venezuela), capitale de la paroisse civile de Parapara. Sa population est de 3 350 habitants.

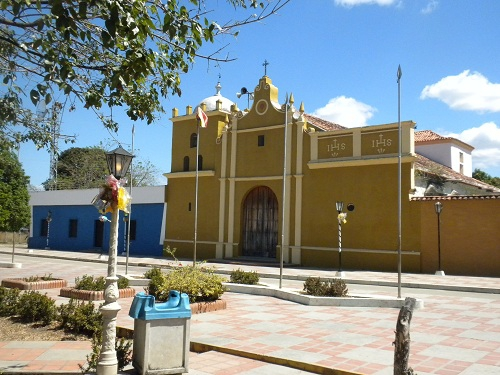
Église de Parapara

## Histoire
Parapara a été fondée par les Espagnols en 1660. Elle est la ville la plus veille du Guárico.